# 維日吉夫
51°6′56″N 24°5′28″E / 51.11556°N 24.09111°E
維日吉夫（烏克蘭語：Вижгів），是烏克蘭的村落，位於該國西部沃倫州，由科韋利區負責管轄，處於涅列特瓦河畔，面積0.82平方公里，海拔高度181米，2001年人口252。